# Dichrostachys cinerea
Dichrostachys cinerea là một loài thực vật có hoa trong họ Đậu. Loài này được (L.) Wight & Arn. miêu tả khoa học đầu tiên.

## Hình ảnh

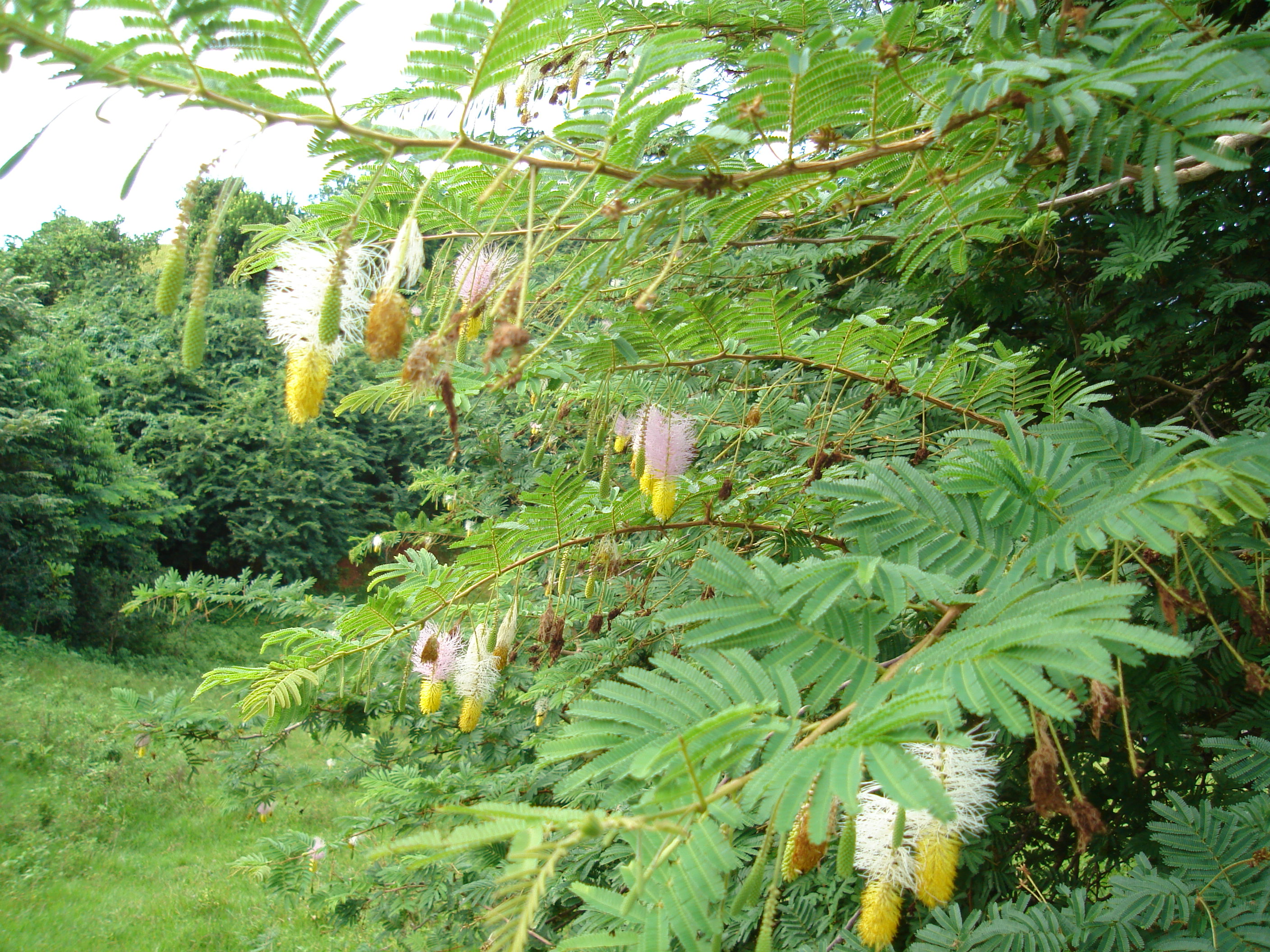
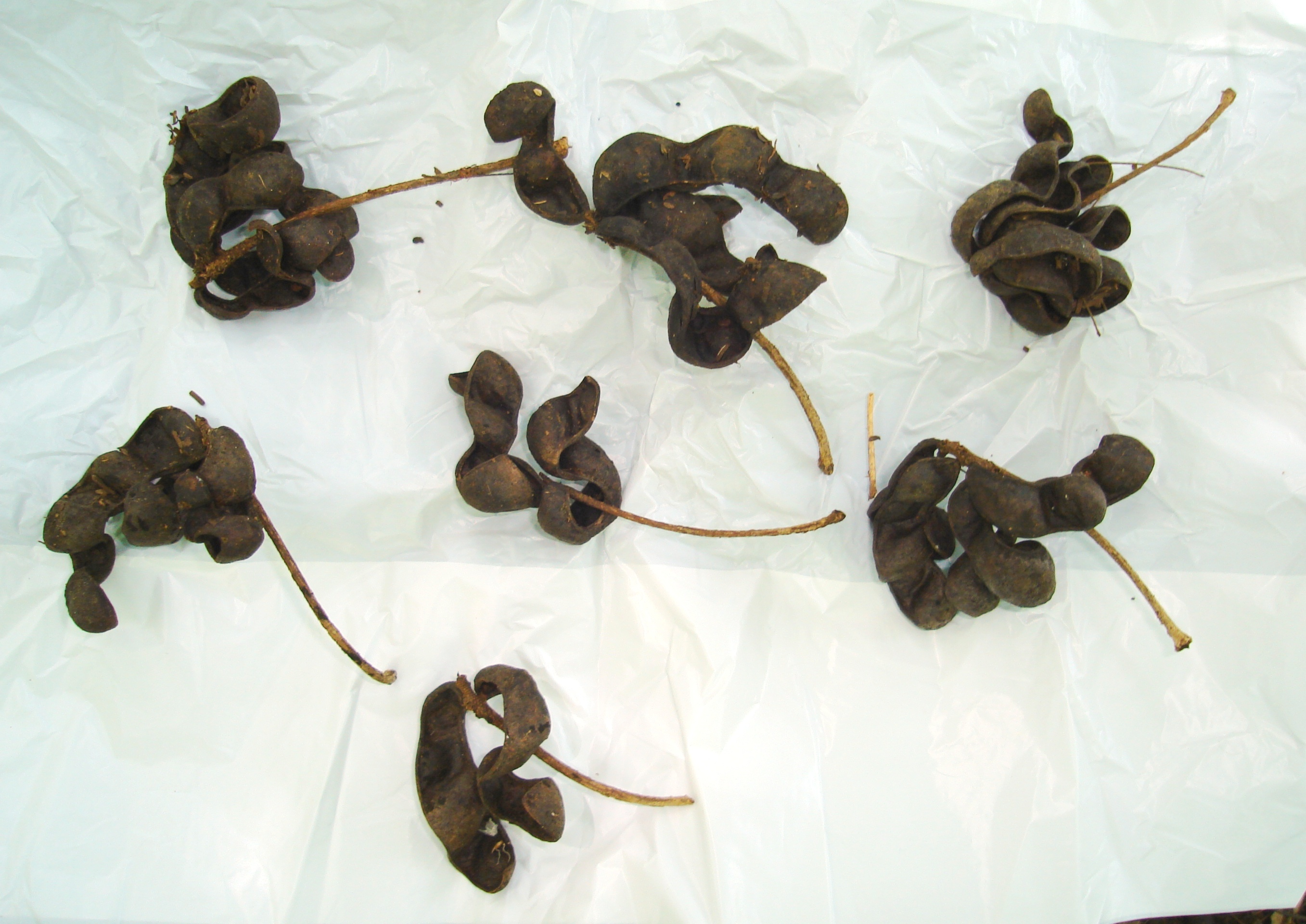
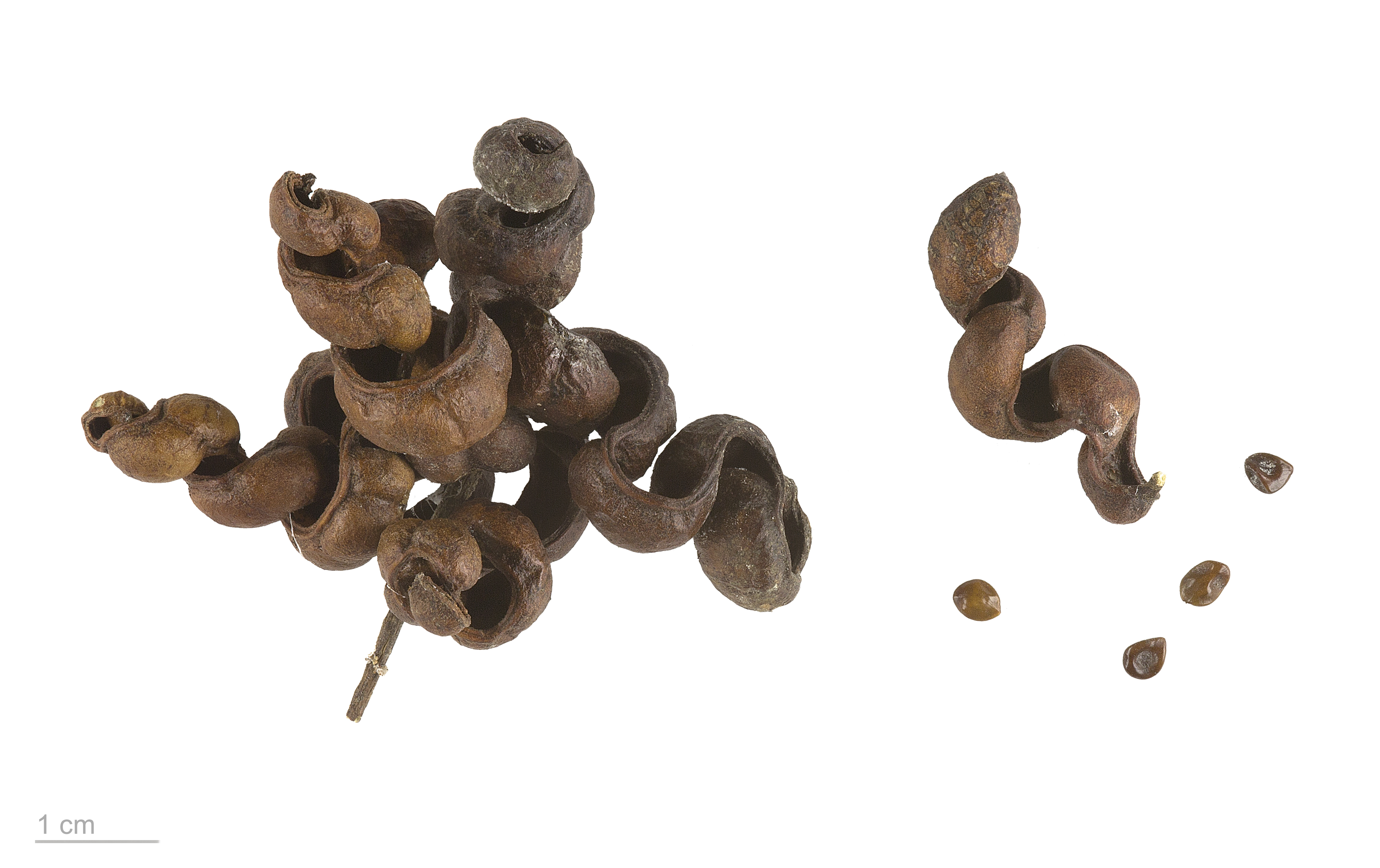
Dichrostachys cinerea - Museum specimen